# دي فرجيه
دي فرجيه (بالفرنسية: Adolphe Noël des Vergers)‏ (1805 - 1867 م) هو مستشرق وعالم آثار فرنسي.
من آثاره «حياة محمد» Vie de Mahomet و«تاريخ بلاد العرب» Histoire de l'Arabie.